# Fortunato Duranti
Pour les articles homonymes, voir Duranti.
Fortunato Duranti (Montefortino, 25 septembre 1787 - Montefortino, 7 février 1863 est un peintre italien et collectionneur d'art actif au XIXe siècle.

## Biographie
Fortunato Duranti, fils d'un cordonnier, est né à Montefortino, dans les Marches, qui faisaient partie à l'époque des États pontificaux. 
À Rome, il se lia d'amitié  avec Nicola Consoni, directeur de l'Académie de Saint-Luc, et Tommaso Minardi. 
En 1807, il s'est rendu à Rome pour étudier dans l'école de Domenico Conti, avec Giuseppe Bazzani et Pompeo Batoni et sous le patronage à Rome du cardinal Bernardino Honorati, il fut influencé par Camuccini, Pelagio Palagi, Felice Giani et Bartolomeo Pinelli. 
À la mort du cardinal, il devint antiquaire et en 1815, lors d'un voyage en Allemagne, il fut arrêté et ses œuvres lui furent confisquées. 
Dans les années 1820, il exerça principalement en tant que graveur, son style graphique expressif est influencé par les œuvres de Henry Fuseli et Francisco Goya, mais à base d'une thématique religieuse italienne. 
Aujourd'hui, il est surtout connu pour ses gravures et ses dessins, car finalement il a peu peint, mais des milliers de ses dessins sont conservés par la Commune de Montefortino, où ils ont été rassemblés par Giovan Battista Carducci de Fermo.
Jamais marié et malgré sa situation économique précaire, Fortunato a offert des centaines d'objets d'art et de meubles qu'il avait recueillis à la ville de Montefortino, dont des peintures attribuées à
des maîtres renommés:Piero della Francesca, Domenico Ghirlandaio, Carlo Crivelli, Corrado Giaquinto, Pietro da Cortona, Jacopo Bassano, Cristopher Unterberger, Pietro Perugino, Carlo Maratta, Cunx Taddeo, Philipp Peter Roos, Annibale Carracci, Carlo Dolci, Anton Raphael Mengs, Pierre Subleyras, Placido Costanzi, Raffaellino da Reggio, et Giuseppe Ghezzi.
Ces œuvres sont en grande partie conservées à la Pinacoteca civica Fortunato Duranti de Montefortino.